# Matriz definida positiva
En el álgebra lineal, una matriz definida positiva es una matriz hermitiana que en muchos aspectos es similar a un número real positivo, también puede tratarse de una matriz simétrica real cuyos menores principales son positivos (Criterio de Sylvester).

## Definiciones equivalentes
Sea M una matriz hermitiana cuadrada n × n. De ahora en adelante denotaremos la transpuesta de una matriz o vector {\displaystyle a} como {\displaystyle a^{T}}, y el conjugado transpuesto, {\displaystyle a^{*}}. Esta matriz M se dice definida positiva si cumple con una (y por lo tanto, las demás) de las siguientes formulaciones equivalentes:
| 1. | Para todos los vectores no nulos {\displaystyle z\in \mathbb {C} ^{n}} tenemos que {\displaystyle {\textbf {z}}^{*}M{\textbf {z}}>0}. Nótese que {\displaystyle z^{*}Mz} es siempre real. |
| 2. | Todos los autovalores {\displaystyle \lambda _{i}} de {\displaystyle M} son positivos. (Recordamos que los autovalores de una matriz hermitiana o en su defecto, simétrica, son reales.) |
| 3. | La función {\displaystyle \langle {\textbf {x}},{\textbf {y}}\rangle ={\textbf {y}}^{*}M{\textbf {x}}} define un producto interno {\displaystyle \mathbb {C} ^{n}}. |
| 4. | Todos los menores principales de {\displaystyle M} son positivos (Criterio de Sylvester). O lo que es equivalente; todas las siguientes matrices tienen determinantes positivos. - la superior izquierda de M de dimensión 1x1 - la superior izquierda de M de dimensión 2x2 - la superior izquierda de M de dimensión 3x3 - la superior izquierda de M de dimensión (n-1)x(n-1) - {\displaystyle M} en sí misma |
|    | Para matrices semidefinidas positivas, todos los menores principales tienen que ser no negativos. |

Análogamente, si M es una matriz real simétrica, se reemplaza {\displaystyle \mathbb {C} ^{n}} por {\displaystyle \mathbb {R} ^{n}}, y la conjugada transpuesta por la transpuesta.

## Propiedades
- Toda matriz definida positiva es invertible (su determinante es positivo), y su inversa es definida positiva.

- Si {\displaystyle M} es una matriz definida positiva y {\displaystyle r>0} es un número real, entonces {\displaystyle rM} es definida positiva.

- Si {\displaystyle M} y {\displaystyle N} son matrices definidas positivas, entonces la suma {\displaystyle M+N} también lo es. Además si {\displaystyle MN=NM}, entonces {\displaystyle MN} es también definida positiva.

- Toda matriz definida positiva {\displaystyle M}, tiene una única matriz raíz cuadrada {\displaystyle N} tal que {\displaystyle N^{2}=M}.

## Matrices definidas negativas, semidefinidas positivas e indefinidas
La matriz hermitiana {\displaystyle M} se dice:
- definida negativa si {\displaystyle x^{*}Mx<0\,} para todos los vectores {\displaystyle x\in \mathbb {R} ^{n}} (ó {\displaystyle \mathbb {C} ^{n}}) no nulos

- definida positiva si {\displaystyle x^{*}Mx>0\,} para todos los vectores {\displaystyle x\in \mathbb {R} ^{n}} (ó {\displaystyle \mathbb {C} ^{n}}) no nulos

- semidefinida positiva si {\displaystyle x^{*}Mx\geq 0} para todo {\displaystyle x\in \mathbb {R} ^{n}} (o {\displaystyle \mathbb {C} ^{n}}) no nulo.

- semidefinida negativa si {\displaystyle x^{*}Mx\leq 0} para todo {\displaystyle x\in \mathbb {R} ^{n}} (o {\displaystyle \mathbb {C} ^{n}}) no nulo.

Una matriz hermitiana se dice indefinida si no entra en ninguna de las clasificaciones anteriores.

## Caso no hermitiano
Una matriz real {\displaystyle M} puede tener la propiedad {\displaystyle x^{T}Mx>0} para todo vector real no nulo sin ser simétrica. La matriz
{\displaystyle {\begin{bmatrix}1&1\\-1&1\end{bmatrix}}}
es un ejemplo. En general, tendremos {\displaystyle x^{T}Mx>0} para todo vector real no nulo {\displaystyle x} si la matriz simétrica {\displaystyle (M+M^{T})/2} es definida positiva.